# Josep Lluís Nuag Moreno
Josep Lluís Nuag Moreno o José Luís Nuag Fernandez Moreno (? - 21 de maig de 2024) fou un mag i druida català conegut pels rituals i invocacions en diversos programes de televisió i ràdio com el Versió Rac 1 i Toni Rovira. També destacà per ser autor de diversos llibres sobre rituals màgics i paganisme, per ser expert en ocultisme, parapsicologia, cabalística, mestre en teúrgia especialista en alta màgia, lectura de tarot psicològic i humanística, a més de ser llicenciat en ciències del comportament i redactor de la revista Karma 7. Impartí cursos de màgia d'espelmes i de tarot de Marsella, a més de dictar conferències a congressos nacionals i internacions, i ser professor d'antropologia màgica-ritual i tècniques holístiques.
S'inicià en la màgia gràcies a una persona druida que conegué de molt jove i que segons ell li obrí les portes al "coneixement del camí druídic" de l'Ordre Druida Francesa a la qual va pertànyer molts anys i on aprengué la "saviesa no escrita dels druides i les druides". Al mateix temps descobrí la càbala i el món cabalístic, formant-se en aquest coneixement i especialitzant-se en l'arbre de la vida cabalístic i en la càbala de predicció, aplicant el tarot i la numerologia per fer consultes amb base cabalística. Així començà a escriure en premsa escrita durant diversos anys, col·laborant com a membre de redacció en revistes com Karma 7, amb nombrosos articles i entrevistes amb els quals establí contacte amb Fernando Jiménez del Oso, el Padre Pilón, Germán de Argumosa, el Marquès de Araciel, Jean Charles de Fontbrune, Bruno Chiarenza Grimaldi de Turín, Doctor Cabrera del Perú, Filippo Barbano, entre d'altres. Fou coordinador també del grup organitzador de la “Fira Magic Internacional”: “Magic de Sabadell”, “Magic de Cornellá”, “Magic de Madrid” i “Magic de Barcelona”, amb les quals es vinculà durant anys, a més de participar en el saló nacional de la vidència “Adivinart” a Madrid, en el qual a més celebrà el Ritual públic de clausura del saló, sent ponent també en diversos congressos de parapsicologia a Barcelona, Madrid, Càceres, Alacant, Tolosa, Bordeus i París. Col·laborà en diversos programes ràdio per exemple a Radio Nacional 4 el 1988, Televisió Espanyola (La 1 i La 2), Antena 3, “La Clave” de José Luis Balbín, Telecinco, TV3, Canal 33, Euskal Televista, TVGA, Canal 9, i TV Elche. Fou assessor en arts màgiques per sèries de televisió com Catalunya Misteriosa, presentat i dirigit per Sebastià d'Arbó el 1989, en el qual realitzà rituals. També seria entrevistat a la premsa escrita a La Vanguardia, El Periódico, Mundo Deportivo, El Temps, entre d'altres.
Fundà el 1995 l'Ordre Druida d'Espanya l'"Orden Druida Sendero Verde" i seria nomenat arxidruida a l'assemblea democràtica druídica actualment “Nueva Orden Druida Sendero Verde”. L'any 2007 fou convidat i participà com a Gran Druida d'Espanya als Carnutos a Francia, representant el Sud de l'Europa Celta, i fou convidat també per la Pagan Federation International France com a ponent en el "Premier Colloque Païen International" a París, exposant el tema "Druidismo actual en España y el espíritu de la sociedad española respecto al paganismo y la cultura celta".
La seva mort fou anunciada a diversos mitjans de comunicació que reberen nombroses mostres de condol per part de professionals del tarot i la màgia, que reconegueren la seva gran vàlua com a divulgador de la cultura celta i els rituals màgics.

## Obres publicades
- Rituales secretos con velas y velones.  KARMA 7, 6 novembre 2023. ISBN 9788496112124.
- El libro de la suerte: Guia para atraer la fortuna.  KARMA 7, 26 maig 2023. ISBN 9788488885838.
- Mudras, mantras y mandalas.  Arkano, 2003. ISBN 9788488885845.
- Rituales secretos con velas y velones.  ARKANO, 17 abril 2019. ISBN 9788415292920.
- Rituales de magia con el tarot.  Ediciones Oblicuas, 1 de juny de 2006. ISBN 9788416627882.
- Especies mágicas : secretos, poderesy virtudes (La Otra Magia).  Karma 7, 1 de novembre de 2003. ISBN 9788488885869.